# Oxira descripta
Oxira descripta är en fjärilsart som beskrevs av George Francis Hampson. Oxira descripta ingår i släktet Oxira och familjen nattflyn. Inga underarter finns listade i Catalogue of Life.